# بز (فیلم ۱۹۱۷)
بز (انگلیسی: The Goat) یک فیلم کمدی به کارگردانی آروید ئی. گیلستورم است که در سال ۱۹۱۷ منتشر شد. از بازیگران آن می‌توان به بیلی وست، اولیور هاردی، لئو وایت، باد راس، فلورنس مک‌لاکلین، اتلین گیبسون و جو کوهن اشاره کرد.